# Stadio di San Mamés (1913)
Lo stadio di San Mamés (in spagnolo estadio de San Mamés, in basco San Mames) fu un impianto calcistico di Bilbao, in Spagna.
Ospitò gli incontri interni dell'Athletic Bilbao, che ne era il proprietario. Era così denominato poiché sul terreno nel quale era stato edificato, sorgeva in precedenza una chiesa dedicata a San Mamés (Mamete di Cesarea). Il suo terreno era lungo 103 metri e largo 68 e poteva ospitare 40.000 persone. Gli spagnoli lo chiamano La Catedral (La Cattedrale).

## Storia
La prima pietra fu posta il 20 gennaio 1913 e fu successivamente inaugurato il 21 agosto dello stesso anno in una partita contro il Racing de Irún. Pichichi fu il primo giocatore a segnare un gol al San Mamés. Su questo campo, l'8 febbraio 1931, l'Athletic Bilbao guidato da mister Pentland riuscì ad imporsi sul Barcellona per 12-1, di fatto la vittoria più ampia della Liga spagnola. Nella stessa partita, l'attaccante basco Bata realizzò 7 reti, stabilendo un altro record. Il San Mamés ospitò la gara di ritorno della finale di Coppa UEFA 1976-1977 tra Athletic Bilbao e Juventus, vinta dai padroni di casa per 2-1 ma, in virtù della vittoria bianconera all'andata per 1-0, la coppa venne assegnata alla squadra italiana per via della regola del gol in trasferta; si trattò del primo successo della Juventus in campo internazionale. Lo stadio subì diverse ristrutturazioni volte ad aumentarne la capienza e coprire gli spalti, per esempio tra febbraio 1952 e marzo 1953 sulla tribuna principale è stata installata una struttura metallica che ha permesso la rimozione delle colonne, con un conseguente miglioramento della visibilità. Lo stadio venne in seguito completamente ristrutturato nel 1982 per ospitare il mondiale, in particolare le partite del gruppo 4:
- Inghilterra -  Francia 3-1 il 16 giugno
- Inghilterra -  Cecoslovacchia 2-0 il 20 giugno
- Inghilterra -  Kuwait 1-0 il 25 giugno

Nell'incontro Inghilterra-Francia è stato segnato da Bryan Robson uno dei goal più veloci (27") della storia dei Mondiali.
Nel 1997 sono state eliminate le barriere che separavano il pubblico dal campo e sono stati rimossi i posti in piedi, per soddisfare le norme imposte dalla UEFA. La capacità è stata così ridotta a 40.000 posti. Il 6 dicembre 2012 si è disputata l'ultima gara europea al San Mamés, Athletic Bilbao-Sparta Praga di Europa League). L'ultima partita giocata dall'Athletic Bilbao al San Mamés si è conclusa con una sconfitta maturata al 90' contro il Levante, nell'incontro disputato il 26 maggio 2013. Il San Mamés è stato poi demolito nel giugno 2013; a fianco è stato costruito il nuovo stadio, il San Mamés Barria.

## Galleria d'immagini

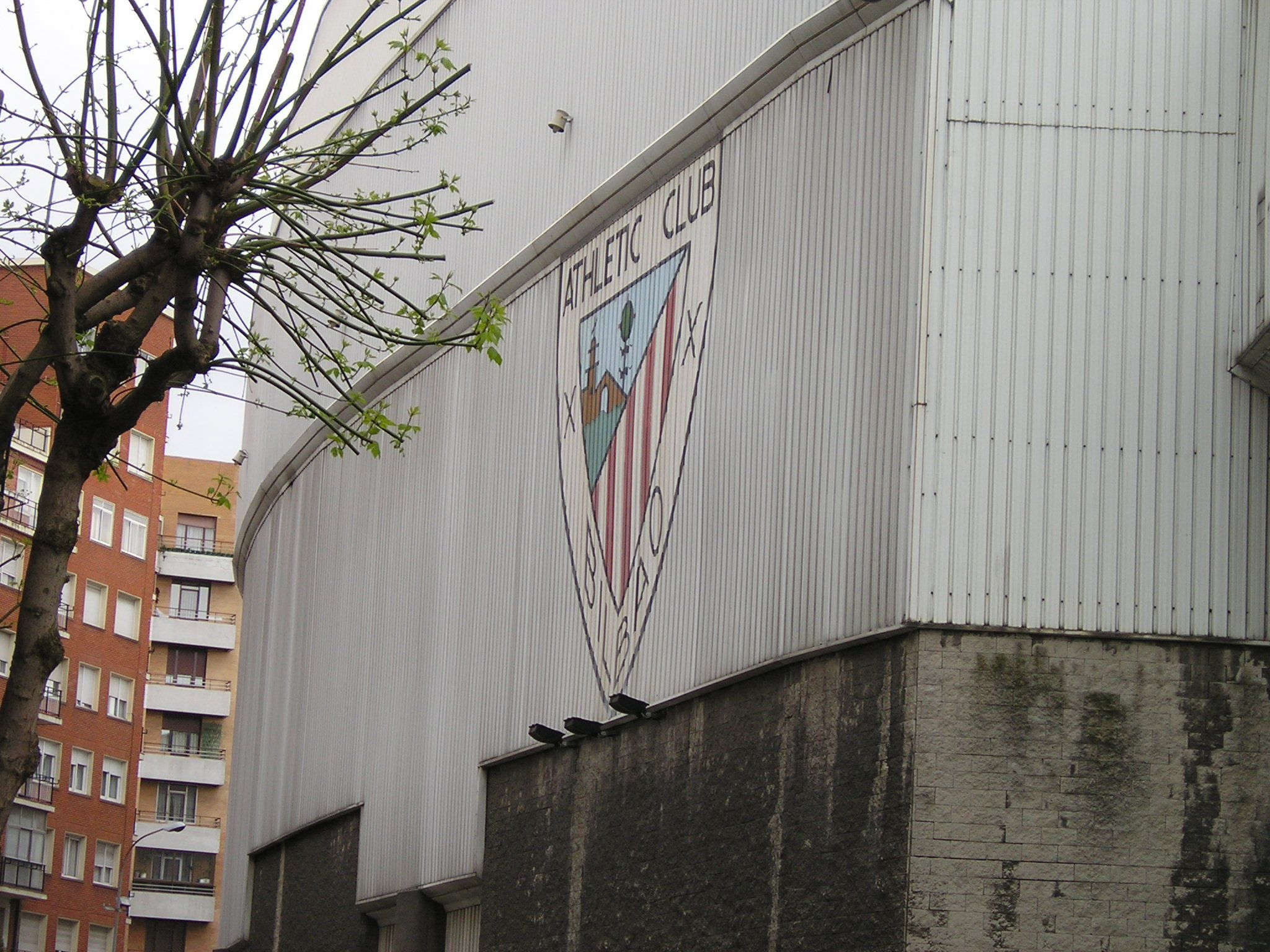
Lo stemma dell'Athletic Bilbao su una facciata dello stadio.
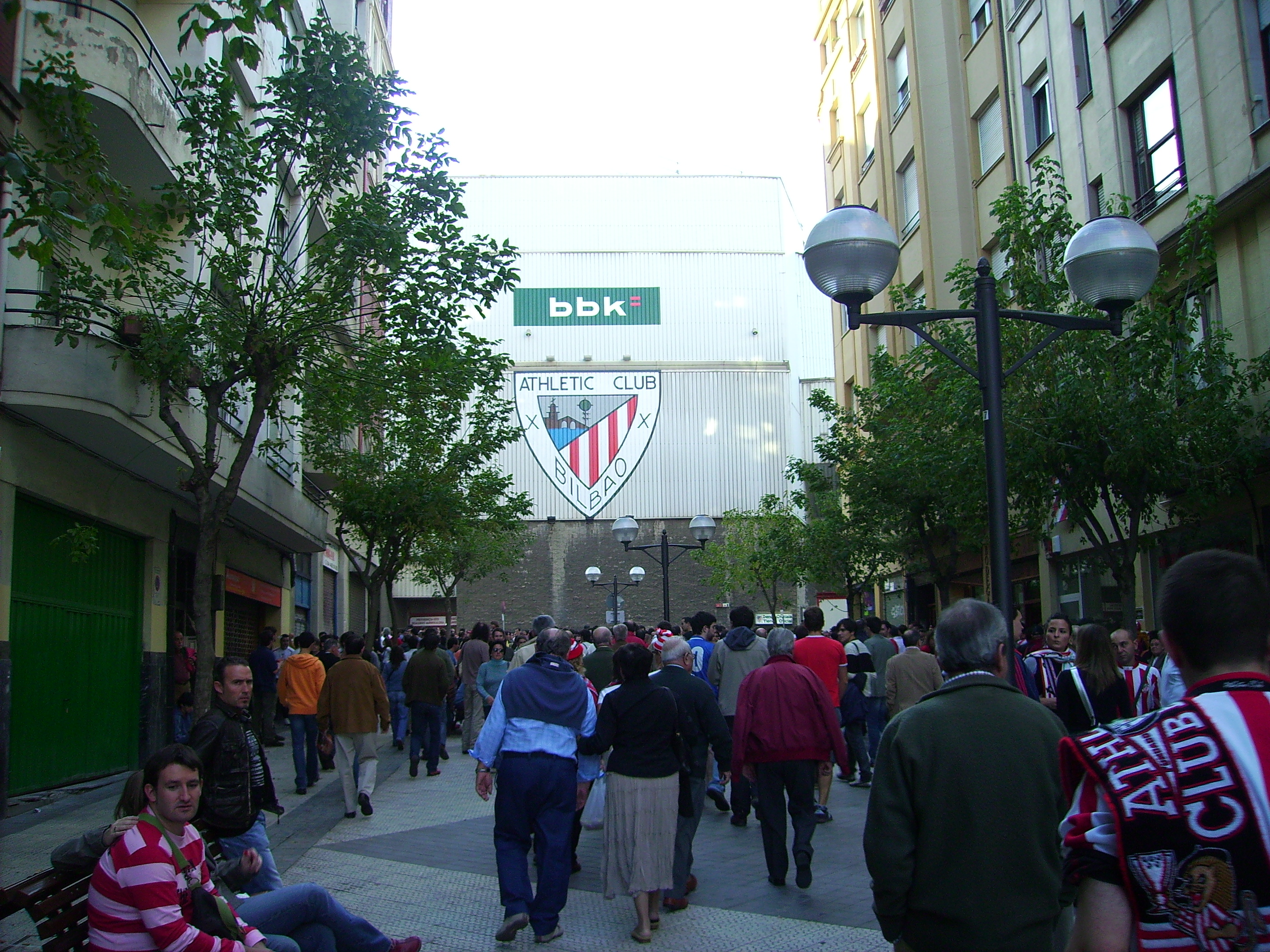
La Poza Licentziatua Kalea (Calle Licenciado Poza) che portava allo stadio.
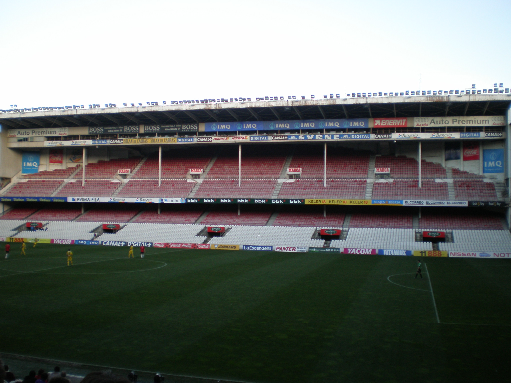
Interno dello Stadio.
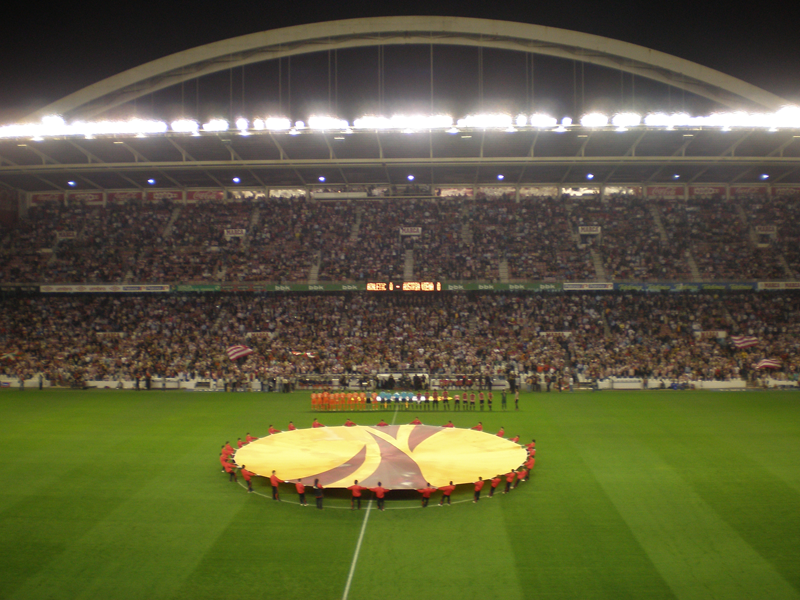
Prima del match di Europa League Athletic Bilbao-Austria Vienna del 17 settembre 2009.

## Curiosità
Il 28 Giugno 2010, in occasione della data finale del Black Ice World Tour, si esibì per l'ultima volta in carriera il leggendario chitarrista Malcolm Young, cofondatore degli AC/DC.